# Basket Liga Kobiet
La Basket Liga Kobiet è il massimo campionato della Polonia di pallacanestro femminile.

## Storia
Nato nel 1929, viene gestito direttamente dalla Federazione cestistica della Polonia fino al 2001, quando diventa professionistico sotto la lega Polska Liga Koszykówki Kobiet, istituita a questo scopo. Nel 2013 la gestione del campionato ritorna alla federazione.

## Partecipanti
Le squadre nella stagione 2018-19 sono:
- Orzel Polkowice, detentore
- Artego Bydgoszcz, finalista
- Ślęza Breslavia
- Wisła Cracovia
- Katarzynki Toruń
- UMCS Lublin
- Gorzów Wielkopolski
- Arka Gdynia
- Ostrów Wielkopolski
- AZS Poznań
- MKK Siedlce
- Widzew Łódź
- Politechnika Gdańska

## Albo d'oro
- 1929 Cracovia
- 1930 AZS Varsavia
- 1931 AZS Varsavia
- 1932 IKP Łódź
- 1933 IKP Łódź
- 1934 Polonia Warszawa
- 1935 non disputata
- 1936 Polonia Warszawa
- 1937 AZS Varsavia
- 1938 AZS Varsavia
- 1939 IKP Łódź
- 1940-45 non disputata
- 1946 TUR Łódź
- 1947 AZS Varsavia
- 1948 Spójnia Warszawa
- 1949 Spójnia Warszawa
- 1950 AZS Varsavia
- 1951 Spójnia Warszawa
- 1952 Spójnia Warszawa
- 1953 AZS Varsavia
- 1954 AZS Varsavia
- 1955 AZS Varsavia
- 1956 AZS Varsavia
- 1957 Lech Poznań
- 1958 AZS Varsavia
- 1959 Wawel Kraków
- 1960 AZS Varsavia
- 1961 AZS Varsavia
- 1962 AZS Varsavia
- 1963 Wisła Cracovia
- 1964 Wisła Cracovia

- 1965 Wisła Cracovia
- 1966 Wisła Cracovia
- 1967 ŁKS Łódź
- 1968 Wisła Cracovia
- 1969 Wisła Cracovia
- 1970 Wisła Cracovia
- 1971 Wisła Cracovia
- 1972 ŁKS Łódź
- 1973 ŁKS Łódź
- 1974 ŁKS Łódź
- 1975 Wisła Cracovia
- 1976 Wisła Cracovia
- 1977 Wisła Cracovia
- 1978 AZS Poznań
- 1979 Wisła Cracovia
- 1980 Wisła Cracovia
- 1981 Wisła Cracovia
- 1982 ŁKS Łódź
- 1983 ŁKS Łódź
- 1984 Wisła Cracovia
- 1985 Wisła Cracovia
- 1986 ŁKS Łódź
- 1987 WTK Ślęza Wrocław
- 1988 Wisła Cracovia
- 1989 Włókniarz Pabianice
- 1990 Włókniarz Pabianice
- 1991 Włókniarz Pabianice
- 1992 Włókniarz Pabianice
- 1993 Olimpia Poznań
- 1994 Olimpia Poznań
- 1995 ŁKS Łódź

- 1996 Warta Gdynia
- 1997 ŁKS Łódź
- 1998 Fota Porta Gdynia
- 1999 Fota Porta Gdynia
- 2000 VBW Clima Gdynia
- 2001 VBW Clima Gdynia
- 2002 Lotos VBW Clima Gdynia
- 2003 Lotos Gdynia
- 2004 Lotos Gdynia
- 2005 Lotos Clima Gdynia
- 2006 Wisła Cracovia
- 2007 Wisła Cracovia
- 2008 Wisła Cracovia
- 2009 Lotos Gdynia
- 2010 Lotos Gdynia
- 2011 Wisła Cracovia
- 2012 Wisła Cracovia
- 2013 Orzel Polkowice
- 2014 Wisła Cracovia
- 2015 Wisła Cracovia
- 2016 Wisła Cracovia
- 2017 1KS Ślęza Wrocław
- 2018 Orzel Polkowice
- 2019 Orzel Polkowice
- 2020 Arka Gdynia
- 2021 Arka Gdynia
- 2022 Orzel Polkowice
- 2023 AZS UMCS Lublin
- 2024 Orzel Polkowice
- 2025 Arka Gdynia

## Vittorie per club
| Squadra             | Città     | Titolo | Anno |
| ------------------- | --------- | ------ | --- |
| Wisła Cracovia      | Cracovia  | 25     | 1963, 1964, 1965, 1966, 1968, 1969, 1970, 1971, 1975, 1976, 1977, 1979, 1980, 1981, 1984, 1985, 1988, 2006, 2007, 2008, 2011, 2012, 2014, 2015, 2016 |
| AZS Varsavia        | Varsavia  | 14     | 1930, 1931, 1937, 1938, 1947, 1950, 1953, 1954, 1955, 1956, 1958, 1960, 1961, 1962                                                                   |
| Arka Gdynia         | Gdynia    | 14     | 1996, 1998, 1999, 2000, 2001, 2002, 2003, 2004, 2005, 2009, 2010, 2020, 2021, 2025                                                                   |
| ŁKS Łódź            | Łódź      | 9      | 1967, 1972, 1973, 1974, 1982, 1983, 1986, 1995, 1997                                                                                                 |
| CCC Polkowice       | Polkowice | 5      | 2013, 2018, 2019, 2022, 2024 |
| Spójnia Warszawa    | Varsavia  | 4      | 1948, 1949, 1951, 1952 |
| Włókniarz Pabianice | Pabianice | 4      | 1989, 1990, 1991, 1992 |
| IKP-Łódź            | Łódź      | 3      | 1932, 1933, 1939 |
| Polonia Warszawa    | Varsavia  | 2      | 1934, 1935 |
| Ślęza Breslavia     | Breslavia | 2      | 1987, 2017 |
| Olimpia Poznań      | Poznań    | 2      | 1993, 1994 |
| Cracovia            | Cracovia  | 1      | 1929 |
| TUR Łódź            | Łódź      | 1      | 1946 |
| Lech Poznań         | Poznań    | 1      | 1957 |
| Wawel Kraków        | Cracovia  | 1      | 1959 |
| AZS Poznań          | Poznań    | 1      | 1978 |
| AZS UMCS Lublin     | Lublino   | 1      | 2023 |